# Kolczyno (stacja kolejowa)
Kolczyno (ukr. Кольчино, ros. Колчино, węg. Kölcsény, słow. Kolčino) – stacja kolejowa w miejscowości Kolczyno, w rejonie mukaczewskim, w obwodzie zakarpackim, na Ukrainie. Leży na linii Lwów – Stryj – Batiowo – Czop.
Stacja istniała przed II wojną światową.